# 孫儷
孫儷（スン・リー、ベティ・スン、もしくは ソン・リーと表記、1982年9月26日 - ）は、中国の女優。身長165cm、体重45kg。

## 人物・経歴
上海市出身。5歳から舞踏を習い始め、11歳の時に上海東方小伙伴芸術団の代表として日本や米国を訪問した経験を持つ。15歳で人民解放軍の上海警備区文工団に入団し、1998年には全軍の舞踏コンクールで一等賞を獲得。1999年には優秀兵士に選ばれ、江沢民と接見したこともある。その後、上海東方文化学院影視科を卒業。
まだあまり演技の経験がなかった2002年にテレビドラマ『玉観音』の主役に抜擢され、これが大ヒット。第22回中国電視金鷹賞で人気女優賞など多くの賞を獲得し、その後も立て続けにドラマに主演してヒットを連発して、毎年数本のドラマに主演する人気女優となった。2012年の『宮廷の諍い女』の大ヒットで広くアジア圏で知られる女優となり、『ミーユエ 王朝を照らす月』（2015年）、『月に咲く花の如く』（2017年）も大ヒット、後者は社会現象となるほどの反響を巻き起こした。
映画では代表作と呼べるような作品がなかったが、2018年にチャン・イーモウ監督の『SHADOW/影武者』に主演した。
2004年には日本でオンエアされたサントリーウーロン茶のCMに出演している。
夫は中国の俳優、ダン・チャオ（鄧超）で2010年に結婚。夫婦間には息子（2011年生）と娘（2014年生）がいる。第二子出生の際には夫婦ともに香港永久居住民としての申請が受理されており、一人っ子政策の制約を受けなかった。

## 主な出演作品
邦題（原題・別題、製作年）、役名の順。

### 映画
- （哥哥樹、2002年） - 玲玲
- SPIRIT（霍元甲、2006年） - 月慈（ユェツー）
- （金山・鉄路、2007年） - 小虎
- 画皮 あやかしの恋（畫皮、2008年） - 夏氷（シア・ビン）
- カンフーサイボーグ（機器侠、2009年） - ムイ
- （越光宝盒、2010年） - 玫瑰仙子
- 三国志英傑伝 関羽（關雲長、2011年） - 綺蘭
- チャイニーズ・フェアリー・ストーリー（画壁、2011年） - 芍药
- 失恋の達人〜上手に愛を手放す方法（分手大師、2014年）
- （恶棍天使、2015年）
- SHADOW/影武者（影、2018年）－小艾（シャオ・アイ）（第75回ベネチア国際映画祭非コンペティション部門出品）
- 愛しの故郷（我和我的家郷、2020年）
- 中国卓球〜窮地からの反撃〜（中国乒乓之绝地反击、2023年）（2023東京・中国映画週間で上映）

### テレビドラマ
- （情深深雨濛濛、2001年） - 踊り子
- （玉観音、2002年） - 安心
- （大染坊、2002年） - 沈遠宜
- 1メートルの光（一米陽光、2003年） - 伊川夏/伊愛媛
- （一双繍花鞋、2003年） - 林宝
- （風雨西関、2004年） - 謝天恵
- （血色浪漫、2004年） - 周暁白
- （紅粉世家、2004年） - 桃枝
- （亮剣、2005年） - 馮楠
- （幸福像花児一様、2005年） - 杜鵑儿
- （天和局、2005年） - 竺晩秋
- 新・上海グランド（新上海灘、2006年） - 馮程程
- 屋根の上のエメラルド（屋頂上的緑宝石、2006年） - 莫家琦
- （最好的時光・一世情縁、2007年） - 紀雯
- （甜蜜蜜、2007年） - 葉青儿
- （震撼世界的七日、2008年） - 唐瑶瑶
- （小姨多鶴、2009年）厳歌苓の長篇小説のドラマ化 - 竹内多鶴
- 宮廷の諍い女（後宮·甄嬛傳、2012年） - 甄嬛（しんけい）
- ミーユエ 王朝を照らす月（羋月傳、2015年） - ミーユエ（羋月）
- 月に咲く花の如く（那年花开月正圆、2017年） - 周瑩（中国語版）
- 安家 I WILL FIND YOU A BETTER HOME（安家、2020年）